# 스포츠 스테이션 M
스포츠 스테이션 M은 대한민국에서 월~금 낮 12시 30분에 텔레비전으로 방송하는 MBN의 스포츠 프로그램이다.